# Осми македоно-одрински конгрес
Осмият конгрес на Македоно-одринската организация заседава в София, България от 4 до 7 април 1901 година.

## Предистория
За да предотврати очертаващата се атака от страна на българското правителство срещу МОО през ноември 1900 година ръководството ѝ, начело с Борис Сарафов решава да замине за Македония и Одринско и да отстъпи управлението на други дейци, като за председателското място на Върховния комитет Сарафов посочва кандидатурата на Иван Цончев. На среща между Цончев и Върховния комитет в София е уговорено това да стане на извънреден конгрес на организацията. Изненадващо обаче, под въздействието на Симеон Радев, Сарафов се отмята от уговорката и между него и Цончев се стига до скандал и разрив. Цончев се уволнява от армията и задно с привържениците си започва агитация в страната, за да повлияе на избора на делегати за насрочения за 4 април конгрес. През нощта на 23 срещу 24 март изненадващо столичната полиция арестува Сарафов и другите членове на Върховния комитет. Така конгресът започва работа в изключително напрегната обстановка.

## Делегати
На конгреса, заседаващ в салона на братя Прошек, присъстват 123 делегати, разделени на три групировки – цончевисти, сарафисти и привърженици на ВМОРО.
От общо 134 делегати отсъстват 6, между които и починалият в София балбунарски делегат д-р Кушев. Останалите избират за председател на конгреса Стоян Михайловски (80 гласа), за подпредседатели Димитър Владов (91) и Никола Габровски (52), а за секретари Лазар Вишин (50), Димитър Евстатиев (39), Върбан Хаджигенчев (40) и Иван Йосифчев (44).
| Делегати                                     | Делегати               | Делегати                     |
| Дружество                                    | Делегати               | Бележка                      |
| -------------------------------------------- | ---------------------- | ---------------------------- |
| Орханийско македоно-одринско дружество       | Тодор Лаловски         |                              |
| Плевенско македоно-одринско дружество        | Димитър Константинов   |                              |
|                                              | Георги Узунов          |                              |
| Кочериновско македоно-одринско дружество     | Тодор Саев             |                              |
| Ямболско македоно-одринско дружество         | Димитър Клатнов        |                              |
|                                              | Константин Кондов      |                              |
| Софийско македоно-одринско дружество         | Стоян Шангов           |                              |
|                                              | Лазар Вишин            |                              |
| Видинско македоно-одринско дружество         | Димитър Рашев          |                              |
|                                              | Иван Цончев            |                              |
| Новоселско македоно-одринско дружество       | Георги Дойчинов        |                              |
|                                              | Лазар Николов          |                              |
| Самоковско македоно-одринско дружество       | Асен Хадживасилев      |                              |
| Оряховско македонско дружество               | Данаил Георгиев        |                              |
|                                              | Михаил К. Манасиев     |                              |
| Казанлъшко македоно-одринско дружество       | Антон Страшимиров      |                              |
|                                              | Георги Попов           |                              |
| Сливенско македоно-одринско дружество        | Васил Панчев           |                              |
| Златишко македоно-одринско дружество         | Трайчо Иванов          |                              |
| Берковица                                    | Владимир Иванов        |                              |
| Ломско македоно-одринско дружество           | Денко Николов          |                              |
| Княжевско македоно-одринско братство         | Васил Диамандиев       |                              |
| Харманлийско македоно-одринско дружество     | Александър Димитров    |                              |
|                                              | Костадин Грозев        |                              |
| Хебибчевско македоно-одринско дружество      | Христо Бояджиев        |                              |
| Вършец                                       | Витан Герасимов        |                              |
| Дупнишко македоно-одринско дружество         | Яне Сандански          |                              |
|                                              | Никола Малешевски      |                              |
| Мусибей                                      | Владимир Бобошевски    |                              |
| Силистренско македоно-одринско дружество     | Козмо Ив. Георгиев     |                              |
| Караризово                                   | Ангел Златонов         |                              |
| Пловдивско македоно-одринско дружество       | Апостол Димитров       |                              |
|                                              | Иван Йосифчев          |                              |
| Етрополе                                     | Павел Ц. Христов       |                              |
| Рилско македоно-одринско дружество           | Щерьо Михайлов         |                              |
| Бобошевско македоно-одринско дружество       | Димитър К. Кацарев     |                              |
| Търновосейменско македоно-одринско дружество | Марин Йовчев           |                              |
| Кюстендилско македоно-одринско дружество     | Георги Господинов      | Задраскан в протокола        |
|                                              | Иван Кепов             |                              |
| Станимашко македоно-одринско дружество       | отец Владимир Димитров |                              |
| Кавакли                                      | отец Владимир Димитров |                              |
| Паная                                        | отец Владимир Димитров | Задраскан в протокола        |
| Лясковец                                     | Панайот Кондев         |                              |
|                                              | Михаил К. Манасиев     |                              |
| Белене                                       | Янко Ив. Попов         |                              |
| Самоковско македоно-одринско дружество       | Лазар Нишков           |                              |
| Осоишко македоно-одринско дружество          | Иван Грънчаров         |                              |
| Ловешко македоно-одринско дружество          | П. Стоянов             |                              |
| Севлиевско македоно-одринско дружество       | Андрей М. Конов        |                              |
| Търновско македоно-одринско дружество        | Никола Габровски       |                              |
|                                              | Тодор Кърбларов        |                              |
| Новопазарско македоно-одринско дружество     | Григор Попдимитров     |                              |
| Сухиндол                                     | Никола Ив. Ванков      |                              |
| Драганово                                    | Слави Малинов          |                              |
| Татарпазарджишко македоно-одринско дружество | Александър Конев       |                              |
|                                              | Никола Герасимов       |                              |
| Елена                                        | Христо Миленов         |                              |
| Поповско македоно-одринско дружество         | Иван Касабов           |                              |
| Новозагорско македоно-одринско дружество     | Тодор Мутевски         |                              |
| Разградско македоно-одринско дружество       | Сава Попов             |                              |
| Шуменско македоно-одринско дружество         | Коста Дюкмеджиев       |                              |
|                                              | Панайот Кърджиев       |                              |
| Добричко македоно-одринско дружество         | Стефан Попов           |                              |
| Княжевско македоно-одринско дружество        | Тома Стефанов          |                              |
| Ески Джумая                                  | Руси А. Попов          |                              |
| Карнобат                                     | Атанас Тодоров         |                              |
| Върбица                                      | Христо Бакалов         |                              |
| Луковитско македоно-одринско дружество       | Георги Шекерджиев      |                              |
| Горнооряховско македоно-одринско дружество   | Спиро Пройчев          |                              |
| Тутракан                                     | Симеон Радев           |                              |
| Бургаско македоно-одринско дружество         | Петър Янев             |                              |
|                                              | Георги Кондолов        |                              |
| Ихтиманско македоно-одринско дружество       | Панко Радоилски        |                              |
| Дряново                                      | Върбан Хаджигенчев     |                              |
| Никополско македоно-одринско дружество       | Васил Николов          |                              |
| Габровско македоно-одринско дружество        | Досю Негенцов          |                              |
|                                              | П. Лучев               |                              |
| Чепино                                       | Филип Главеев          |                              |
|                                              | Димитър Масларов       |                              |
| Белоградчишко македоно-одринско дружество    | Васил Савчев           |                              |
| Пернишко македоно-одринско дружество         | Иван Богданов          |                              |
| Врачанско македоно-одринско дружество        | Лазар Симидчиев        |                              |
| Свищовско македоно-одринско дружество        | Данаил Паунов          |                              |
|                                              | Лило Яковов            |                              |
| Провадийско македоно-одринско дружество      | Атанас Мурджев         |                              |
| Варненско македоно-одринско дружество        | С. И. Шумков           |                              |
| Куртбунар                                    | Панайот Хитов          |                              |
| Старозагорско македоно-одринско дружество    | Васил Ив. Димчев       |                              |
|                                              | Константин Бараков     |                              |
| Русенско македоно-одринско дружество         | Димитър Владов         |                              |
|                                              | Стоян Михайловски      |                              |
| Белослатинско македоно-одринско дружество    | Стоян Божинов          |                              |
|                                              | Александър Шумков      |                              |
| Каварна                                      | Константин Бричевски   |                              |
| Балчишко македоно-одринско дружество         | Благой Кирчев          |                              |
| Пиянец                                       | Никола Зографов        |                              |
|                                              | Васил Раковски         |                              |
| Балбунар                                     | Илия Стефанов          |                              |
| Вакарел                                      | Христо Шипков          |                              |
| Неизвестно                                   | Йордан Попйорданов     |                              |
| Мездренско македоно-одринско дружество       | В. Цонев               |                              |
| Айтоско македоно-одринско дружество          | Добри С. Будуров       |                              |
| Цариброд                                     | Васил Траянов          |                              |
|                                              | Георги Дойчев          |                              |
| Долнобанско македоно-одринско дружество      | Владимир Сребърников   |                              |
| Трънско македоно-одринско дружество          | Димитър Ризов          |                              |
| Пещерско македоно-одринско дружество         | Андрей Ляпчев          |                              |
| Тетевенско македоно-одринско дружество       | Михаил Георгиев        | Делегат и на Деветия конгрес |
| Чирпанско македоно-одринско дружество        | Христо Кочев           |                              |
| Фердинандско македоно-одринско дружество     | Стефан Попмихайлов     |                              |
| Хасковско македоно-одринско дружество        | Захариев               |                              |
|                                              | Димитър Астарджиев     |                              |
| Борисовград                                  | Михаил Герджиков       |                              |
| Радомирско македоно-одринско дружество       | Иван Г. Неврокопски    |                              |
| Карлово                                      | Иван Н. Митов          |                              |
|                                              | Светослав Мерджанов    | Задраскан в протокола        |
| Балван                                       | Кольо Йорданов         |                              |
| Чупрене                                      | Павел Генадиев         |                              |
| Долна Оряховица                              | Петър Соколов          |                              |
| Калофер                                      | Илия Коцев             |                              |
| Трявна                                       | Алекси Косатев         |                              |
| Градец                                       | Христо Галунски        |                              |
| Казълагач                                    | Никола Д. Коларов      |                              |
| Баташко македоно-одринско дружество          | Спас Калоянов          |                              |
| Оряховско македонско дружество               | Тома Петров            |                              |
| Кавакли                                      | Георги Панчаревски     |                              |
| Русенско женско македоно-одринско дружество  | Коста Шахов            |                              |
| Циганово                                     | Димитър Евстатиев      |                              |
| Сараньово                                    | Ст. Т. Малинов         |                              |

Касиран е изборът на Георги Господинов от Крушовенското дружество, тъй като се доказва, че такова не съществува. Председателстващият Георги Минков прочита отчета и се избира комисия по проверка на сметките в състав Шумков, Кепов, Негенцов, Лучев и Кърбларов.

## Разисквания
Основният въпрос който разделя делегатите е революция или еволюция, като революционната стратегия е защитавана от малцинството привърженици на стария комитет и от Цончев, а еволюционизмът е защитаван от разнообразни групи като старите дейци Андрей Ляпчев и Димитър Ризов, социалистите Никола Габровски и Владимир Димитров, интелектуалци като Антон Страшимиров и Стоян Михайловски и дейците на ВМОРО Гоце Делчев и Михаил Герджиков. Така например Ризов изтъква, че трябва да се избягва предварителното вдигане на въстание и за това е порицан от Цончев, а Габровски изтъква, че ВМОРО трябва да подготви въстанието, а ВМОК да я подпомогне материално и морално.
Разискванията протичат в конструктивен дух, като няма лични обиди и скандали. Макар почти всички делегати да критикуват стария състав на комитета, по предложение на Михайловски е избрана тричленна делегация в състав Стоян Михайловски, Димитър Владов и Иван Цончев, която посещава Борис Сарафов и другарите му в затвора, и им изказва благодарност за дейността им в комитета.

## Решения
На конгреса се избира нов състав на ВМОК. Предложени са 13 кандидатури, от които първите шестима формират новия ВМОК. Гласуват 122 делегати. Получените гласове са:
| Избрани - 1. Димитър Владов (85 гласа) - 2. Георги Минков (65 гласа) - 3. Владимир Димитров (62 гласа) - 4. Иван Кепов (60 гласа) - 5. Георги Петров (59 гласа) - 6. Стоян Михайловски (48 гласа) | Неизбрани - 7. Гоце Делчев (46 гласа) - 8. Иван Цончев (38 гласа) - 9. Стефан Николов (37 гласа) - 13. Анастас Янков (19 гласа) |

Михайловски става председател, Димитров – подпредседател, Кепов секретар, а Владов, Минков и Петров – членове съветници на Комитета. Михайловски и Владов са привърженици на крилото на Цончев, Кепов и Димитров на ВМОРО, а Минков и Петров са сарафисти.
За редактор на вестник „Реформи“ е избран Никола Харлаков.